# Wojna domowa

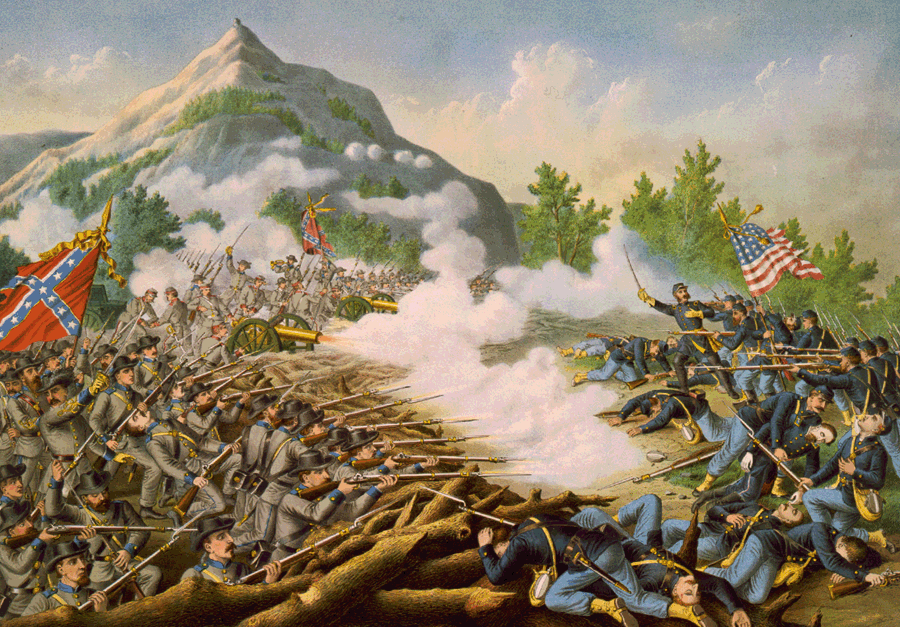
Amerykańska wojna domowa (wojna secesyjna) – starcie unionistów z konfederatami w bitwie pod Kennesaw Mountain

Wojna domowa – konflikt zbrojny, w którym stronami są obywatele jednego państwa, członkowie plemienia lub grupy etnicznej. Wojna domowa jest częstą przyczyną osłabienia państwa czy plemienia.

## Charakterystyka
Charakterystyczne dla wojny domowej są:
- zasięg prowadzonych działań (zamknięty w granicach określonego państwa),
- zaangażowane w niej podmioty (należące do tego samego państwa czy narodu).

O wybuchu wojny domowej decydują różne przyczyny, podłożem zawsze jest silny konflikt społeczny lub polityczny. Może to być:
- gwałtowny konflikt ekonomiczny między różnymi grupami społecznymi,
- konflikt pomiędzy społecznościami religijnymi czy etnicznymi,
- rewolucja,
- zamach stanu,
- walka o władzę.

Od wojny o zdobycie władzy w państwie odróżniana jest wojna secesyjna, mające na celu oderwanie części terytorium państwa.
Państwa nękane licznymi wojnami domowymi często były osłabione i narażone na zewnętrzne ataki, na przykład Rzeczpospolita Obojga Narodów.

## Prawo międzynarodowe
Konwencja zawarta w Londynie z 1933 mówi, iż usprawiedliwieniem agresji na inne państwo nie mogą być  żadne względy natury politycznej, wojskowej, gospodarczej lub innej a w tym m.in. rzekome braki jego administracji; zamieszki wywołane przez strajki, rewolucje, kontrrewolucje lub wojny domowe.
II Protokół Genewski z 1977 o ochronie ofiar niemiędzynarodowych konfliktów zbrojnych uzupełniający wspólny dla czterech Konwencji Genewskich z 1949 art. 3 ma zastosowanie do wszystkich konfliktów zbrojnych, które nie są objęte artykułem 1 Protokołu dodatkowego, dotyczącego ochrony ofiar międzynarodowych konfliktów zbrojnych (I Protokół 1977) i które toczą się na terytorium wysokiej umawiającej się strony między jej siłami zbrojnymi a rozłamowymi siłami zbrojnymi lub innymi zorganizowanymi uzbrojonymi grupami, pozostającymi pod odpowiedzialnym dowództwem i sprawującymi taką kontrolę nad częścią jej terytorium, że mogą przeprowadzać ciągłe i spójne operacje wojskowe oraz stosować niniejszy protokół.
Konwencja ONZ o zwalczaniu rekrutacji, wykorzystania, finansowania i szkolenia najemników z 1989 r. w art. 1 zalicza do najemników osoby, które w jakiejkolwiek  sytuacji zostały specjalnie zwerbowane w kraju lub za granicą w celu wzięcia udziału w zbiorowym akcie przemocy (concerted act of violence) mającym na celu obalenie rządu lub naruszenie w inny sposób porządku konstytucyjnego w państwie albo naruszenie integralności terytorialnej państwa (a przy tym spełnia inne wymienione tam wymogi, w tym udział w omawianym przedsięwzięciu z chęci zysku).
Konwencja UNESCO o ochronie dóbr kultury w razie konfliktu zbrojnego (1954) głosi, że w razie konfliktu zbrojnego nie posiadającego charakteru międzynarodowego, a powstałego na terytorium jednej ze stron konwencji, każda ze stron konfliktu będzie zobowiązana stosować co najmniej postanowienia konwencji, dotyczące poszanowania dóbr kulturalnych (art. 19).
W ramach OPA obowiązują w sprawie wojen domowych dwie umowy regionalne:
- Konwencja panamerykańska o prawach i obowiązkach państw w razie wojny domowej podpisana w Hawanie 20 lutego 1928[5]. Strony zobowiązane są  zapobiec przekraczaniu granic, w celu udziału w walce, przez ich obywateli lub zamieszkałych na ich terytorium cudzoziemców. Rebelianci przekraczający granicę powinni być rozbrajani i internowani. Handel bronią i materiałami wojennymi jest dopuszczalny wyłącznie z rządem tłumiącym rebelię, natomiast wobec rebeliantów obowiązują zasady neutralności. Uznanie przez walczący z rebelią rząd statków rebelianckich za pirackie nie jest wiążące dla innych państw. Statek taki w razie zawinięcia do obcego portu powinien być zwrócony rządowi, jednak rebelianci są traktowani jak uchodźcy.
- Protokół uzupełniający Konwencję z 1928 podpisany w Waszyngtonie 5 stycznia 1957[6]. Precyzuje zakazy dostarczania broni dla rebeliantów.